# Ravne na Koroškem
Ravne na Koroškem (IPA: [ˈraːunɛ nakɔˈroːʃkɛm], németül: Gutenstein IPA: [ˈguːtn̩ʃtaen]) város és község neve Észak-Szlovéniában, Koroška régióban. 1918-ig a karinthiai grófsághoz tartozott. Jelenleg a szlovén Karinthia legnagyobb városa. A várost 1952-ig Guštanj-nak hívták, amely a város német elnevezéséből eredt. Történelme során a vaskohászat és acélgyártó-ipar jellemezte. 2009-ben megpróbálta elkapni a községi jogú város rangot, viszont a kormány elvetette a kérvényt, mert nem elégítette ki a feltételeket: legalább 20 000 lakos és 15 000 munkahely.
A város temploma Szent Egyednek lett szentelve, és a maribori érsekséghez tartozik. Először 1331-ben említik. A 17. században renoválták a boltozatát.

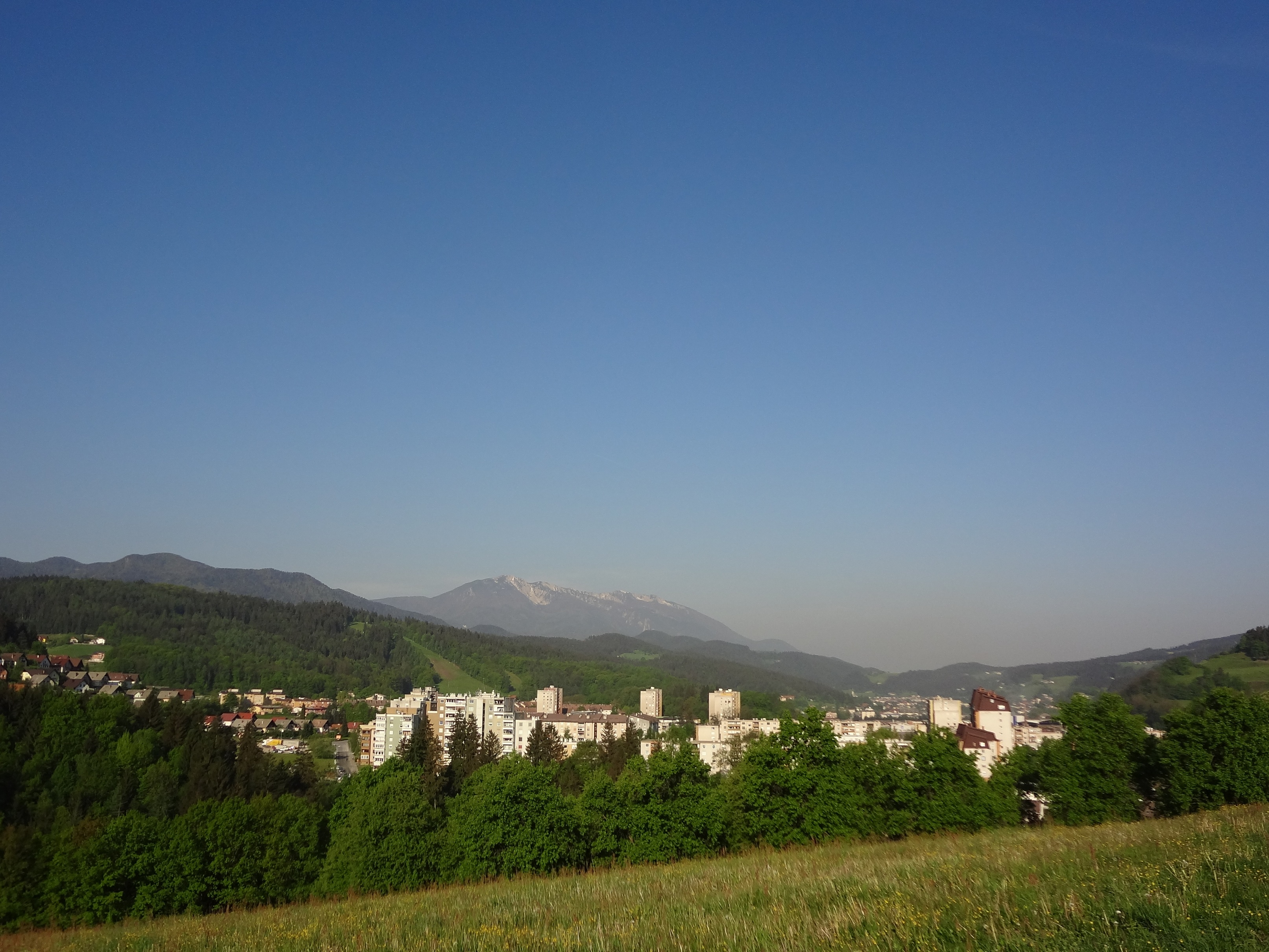
Ravne na Koroskem, Peca

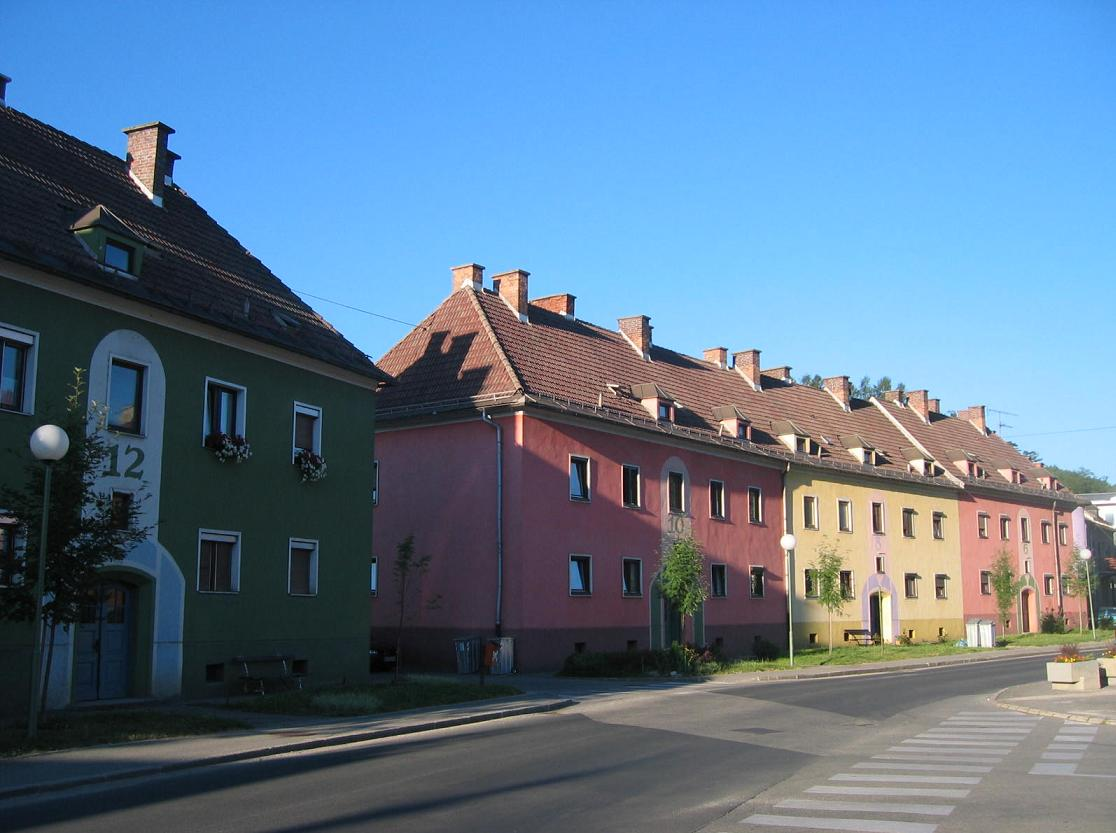
Ravne na Koroskem, Prežihova ulica

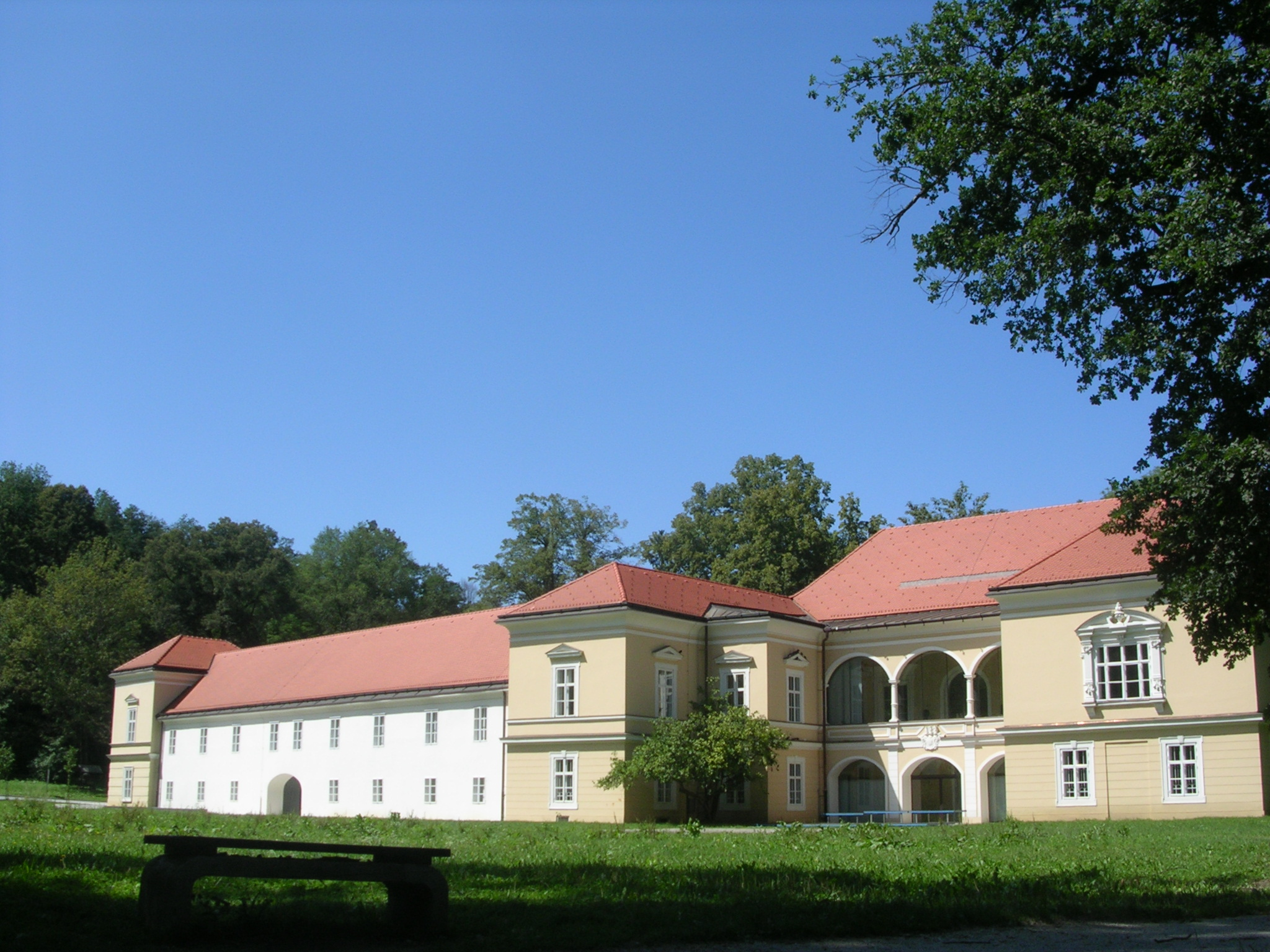
Mansion Ravne